# Ryan Rollins
Ryan Anthony Rollins (Detroit, 3 luglio 2002) è un cestista statunitense, di ruolo guardia, professionista nella NBA con i Milwaukee Bucks e nella NBA G League con i Wisconsin Herd.

## Carriera
Dopo aver trascorso due stagioni con i Toledo Rockets, nel 2022 si dichiara per il Draft NBA, venendo chiamato con la scelta numero 44 dagli Atlanta Hawks, che lo cedono ai Golden State Warriors in cambio di Tyrese Martin.
Il 6 luglio 2023 passa ai Washington Wizards.

## Statistiche

### NCAA
| Anno      | Squadra        | PG | PT | MP   | TC%  | 3P%  | TL%  | RP  | AP  | PRP | SP  | PP   |
| --------- | -------------- | -- | -- | ---- | ---- | ---- | ---- | --- | --- | --- | --- | ---- |
| 2020-2021 | Toledo Rockets | 30 | 30 | 30,2 | 43,1 | 32,3 | 78,6 | 5,2 | 2,5 | 1,1 | 0,1 | 13,7 |
| 2021-2022 | Toledo Rockets | 34 | 34 | 32,7 | 46,8 | 31,1 | 80,2 | 6,0 | 3,6 | 1,7 | 0,2 | 18,9 |
| Carriera  | Carriera       | 64 | 64 | 31,5 | 45,3 | 31,7 | 79,6 | 5,6 | 3,1 | 1,4 | 0,2 | 16,4 |

#### Massimi in carriera
- Massimo di punti: 35 vs Coastal Carolina (24 novembre 2021)[6]
- Massimo di rimbalzi: 16 vs Ohio (8 febbraio 2022)
- Massimo di assist: 10 vs Bowling Green State (15 gennaio 2022)
- Massimo di palle rubate: 5 vs Western Michigan (29 dicembre 2021)
- Massimo di stoppate: 1 (13 volte)
- Massimo di minuti giocati: 37 (3 volte)

### NBA

#### Regular season
| Anno      | Squadra         | PG | PT | MP   | TC%  | 3P%  | TL%  | RP  | AP  | PRP | SP  | PP  |
| --------- | --------------- | -- | -- | ---- | ---- | ---- | ---- | --- | --- | --- | --- | --- |
| 2022-2023 | G.S. Warriors   | 12 | 0  | 5,2  | 35,0 | 33,3 | 100  | 1,0 | 0,5 | 0,1 | 0,1 | 1,9 |
| 2023-2024 | Wash. Wizards   | 10 | 0  | 6,6  | 52,0 | 66,7 | 76,5 | 1,1 | 1,1 | 0,8 | 0,3 | 4,1 |
| 2023-2024 | Milwaukee Bucks | 3  | 0  | 4,0  | 50,0 | 100  | -    | 0,7 | 1,0 | 0,7 | 0,0 | 1,0 |
| 2024-2025 | Milwaukee Bucks | 56 | 19 | 14,6 | 48,7 | 40,8 | 80,0 | 1,9 | 1,9 | 0,8 | 0,3 | 6,2 |
| Carriera  | Carriera        | 81 | 19 | 11,9 | 48,1 | 41,4 | 80,9 | 1,6 | 1,5 | 0,7 | 0,3 | 5,1 |

#### Playoffs
| Anno     | Squadra         | PG | PT | MP   | TC%  | 3P%  | TL% | RP  | AP  | PRP | SP  | PP  |
| -------- | --------------- | -- | -- | ---- | ---- | ---- | --- | --- | --- | --- | --- | --- |
| 2025     | Milwaukee Bucks | 3  | 1  | 10,0 | 30,8 | 28,6 | -   | 0,7 | 1,3 | 0,3 | 0,0 | 3,3 |
| Carriera | Carriera        | 3  | 1  | 10,0 | 30,8 | 28,6 | -   | 0,7 | 1,3 | 0,3 | 0,0 | 3,3 |

#### Massimi in carriera
- Massimo di punti: 23[7]
- Massimo di rimbalzi: 7 vs New Orleans Pelicans (6 aprile 2025)
- Massimo di assist: 10 vs New Orleans Pelicans (6 aprile 2025)
- Massimo di palle rubate: 5 vs Toronto Raptors (12 novembre 2024)
- Massimo di stoppate: 3 vs Boston Celtics (10 novembre 2024)
- Massimo di minuti giocati: 34 vs New York Knicks (28 marzo 2025)

### G League
| Anno      | Squadra          | PG | PT | MP   | TC%  | 3P%  | TL%  | RP  | AP  | PRP | SP  | PP   |
| --------- | ---------------- | -- | -- | ---- | ---- | ---- | ---- | --- | --- | --- | --- | ---- |
| 2022-2023 | S.C. Warriors    | 19 | 10 | 25,6 | 49,5 | 36,4 | 79,6 | 3,7 | 3,7 | 0,9 | 0,3 | 19,5 |
| 2023-2024 | Capital C. Go-Go | 9  | 5  | 23,0 | 51,2 | 34,5 | 85,0 | 3,8 | 1,7 | 1,6 | 0,3 | 13,8 |
| 2023-2024 | Wisconsin Herd   | 11 | 10 | 29,5 | 42,8 | 39,7 | 68,8 | 4,1 | 2,9 | 1,3 | 0,9 | 16,5 |
| Carriera  | Carriera         | 39 | 25 | 26,1 | 47,7 | 37,4 | 78,9 | 3,9 | 3,0 | 1,2 | 0,5 | 17,3 |